# Bower Cave
Pour les articles homonymes, voir Bower.
Bower Cave est une grotte de Californie, aux États-Unis. Située dans le comté de Mariposa, elle est protégée au sein de la forêt nationale de Stanislaus.